# Fehér
Fehér (Hongaars: Fehér vármegye, Roemeens: Comitatul Alba, Duits: Komitat Weißenburg) is een historisch comitaat in het oude Zevenburgen en het Koninkrijk Hongarije. De hoofdplaats van het comitaat was Gyulafehérvár, het huidige Alba Iulia.

## Geschiedenis
Het comitaat werd opgericht in het jaar 1003, kort na de stichting van het Koninkrijk Hongarije. Het werd opgeheven in de 18e eeuw, en werd opgesplitst in enerzijds Alsó-Fehér (letterlijk "Neder-Fehér") en anderzijds Felső-Fehér (letterlijk "Opper-Fehér"), dat op zich een verzameling was van enkele verspreide enclaves in en rond de Königsboden en het Szeklerland.
In het middeleeuwse Zevenburgen werd de titel van gespan van Fehér gedragen door de vojvoda van Zevenburgen, die in de hiërarchie boven alle andere gespannen van Zevenburgen stond.